# Институт за грађевинарство "ИГ" д.o.o. Бања Лука
Институт за грађевинарство "ИГ" д.о.о. Бања Лука је научно-истраживачка и пројектантска кућа у Републици Српској, Босни и Херцеговини.

## Историја и организација
Институт за грађевинарство "ИГ" д.о.о. Бања Лука је основан 30. марта 2000. године са циљем решавања нагомиланих проблема у области грађевинарства, економије, енергетике и екологије. Уписан је у судски регистар предузећа при Окружном привредном суду у Републици Српској под бројем 1-11425-00 са седиштем предузећа у Бањој Луци, на адреси Краља Петра I Карађорђевића 92-96. Током година рада, а у складу са потребама, поред канцеларије у Бањој Луци, Институт је отворио своје канцеларије у Добоју, Сарајеву, Невесињу, пословну јединицу у Требињу и централну лабораторију у Клашницама у општини Лакташи, те канцеларију у Београду (Србија).

## Делатност
Институт за грађевинарство "ИГ" д.о.о. Бања Лука је овлаштени научно-истраживачки институт који се бави геодетским снимањима, геолошким истраживањима, планирањем, израдом студијске и еколошке документације, пројектовањем, стручним и техничким надзором у току извођења радова, техничким прегледима изведених радова, праћењем елемената животне средине, испитивањем уграђеног материјала и структуре.

## Особље и опрема
Стално особље Института, које се састоји од синтезе младих и искусних стручњака који могу да реше и најсложеније проблеме данашњег развоја инфраструктуре. Осим стручњака, Институт запошљава и научнике, докторе, магистре наука и тако је регистрован као научно-истраживачка установа на листи Министарства научно -технолошког развоја, високог образовања и информационог друштва Републике Српске.
Технички капацитет не подржава само особље, већ и опрема, тако да данас Институт има најсавременију сертификовану централну лабораторију за испитивање материјала, бетона, асфалта и геомеханичких испитивања. Поред тога, има 3 мобилне еколошке лабораторије за праћење параметара животне средине (нпр. Мониторинг квалитета ваздуха, интензитет буке...), те сву осталу неопходну хардверску и софтверску опрему за вршење истраживачких радова из своје делатности. Стручно -технолошка компонента заснована је на одговарајућим лиценцама оба ентитета у БиХ и Брчко дистрикта, појединаца и Института, те на интегрираном систему квалитета према ИСО 9001: 2015. Образовање особља је континуирани професионални развој према европским и свјетским стандардима изражен кроз семинаре, сајмове и чланство у релевантним међународним и домаћим удружењима.